# Hugh Welchman

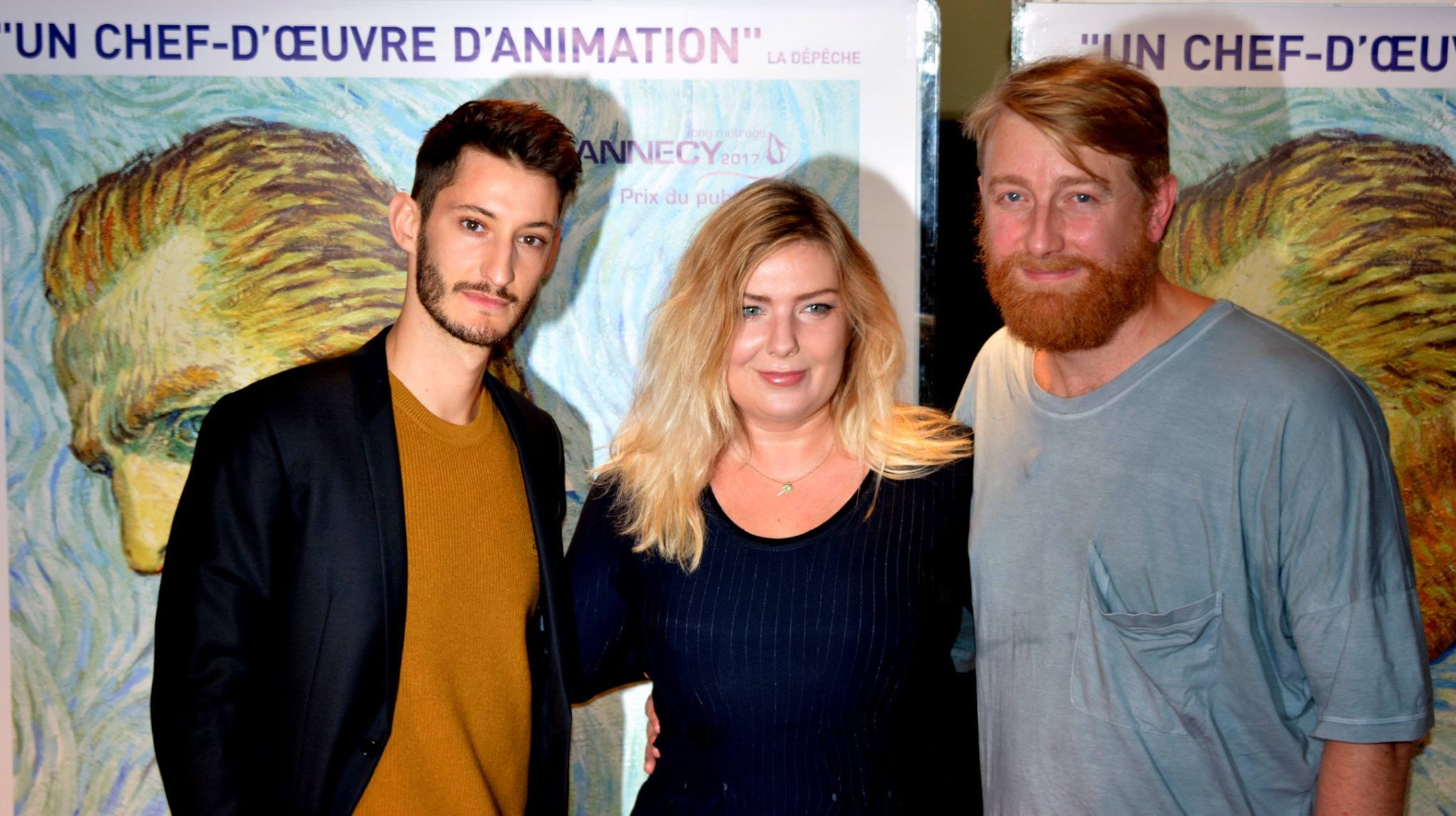
El actor Pierre Niney con Dorota Kobiela, que ideó Loving Vincent, y Welchman (derecha)

Hugh Stewart Jasper Welchman (nacido en febrero de 1975) es un cineasta, guionista y productor británico.

## Vida y carrera
Welchman es natural de Bracknell, en Berkshire, y asistió a la Dolphin School, en la cercana Hurst, hasta que en la década de 1990 se trasladó al Keble College de Oxford, donde se licenció en Política, Filosofía y Economía (PPE).
En 2002, Welchman fundó la compañía cinematográfica BreakThru Films. Esto le llevó a ser co-ganador del Óscar al Mejor Cortometraje de Animación en 2007. Fue por la película Pedro y el lobo. La otra ganadora fue la directora de la película, Suzie Templeton.
Welchman codirigió con Dorota Kobiela el primer largometraje de animación totalmente pintado Loving Vincent (2017).

## Filmografía

### Largometrajes
- Loving Vincent (2017) (codirigido junto a Dorota Kobiela)
- Los campesinos (2023) (codirigido junto a Dorota Kobiela)

## Premios y distinciones
Premios Óscar
| Año  | Categoría                   | Película           | Resultado |
| ---- | --------------------------- | ------------------ | --------- |
| 2008 | Mejor cortometraje animado  | Peter and the Wolf | Ganador   |
| 2018 | Mejor película de animación | Loving Vincent     | Nominado  |